# Le Mariage de Zanetto
Pour plus de détails, voir Fiche technique et Distribution.
Le Mariage de Zanetto est un film muet français réalisé par Léonce Perret, sorti en 1911.

## Fiche technique
- Titre : Le Mariage de Zanetto
- Réalisation : Léonce Perret
- Scénario :
- Photographie :
- Société de production : Société des Etablissements L. Gaumont
- Pays d'origine :  France
- Format : Noir et blanc — 35 mm — 1,33:1 — Muet
- Genre : Film dramatique
- Métrage : 300 mètres
- Durée : 10 minutes
- Dates de sortie :
  -  France : 3 novembre 1911
  -  États-Unis : 30 mai 1912

## Distribution
- André Luguet : Zanetto
- Léonce Perret : Monseigneur, le duc
- Yvette Andréyor : Doralise, la marquise